# Kingpin (oplegger)

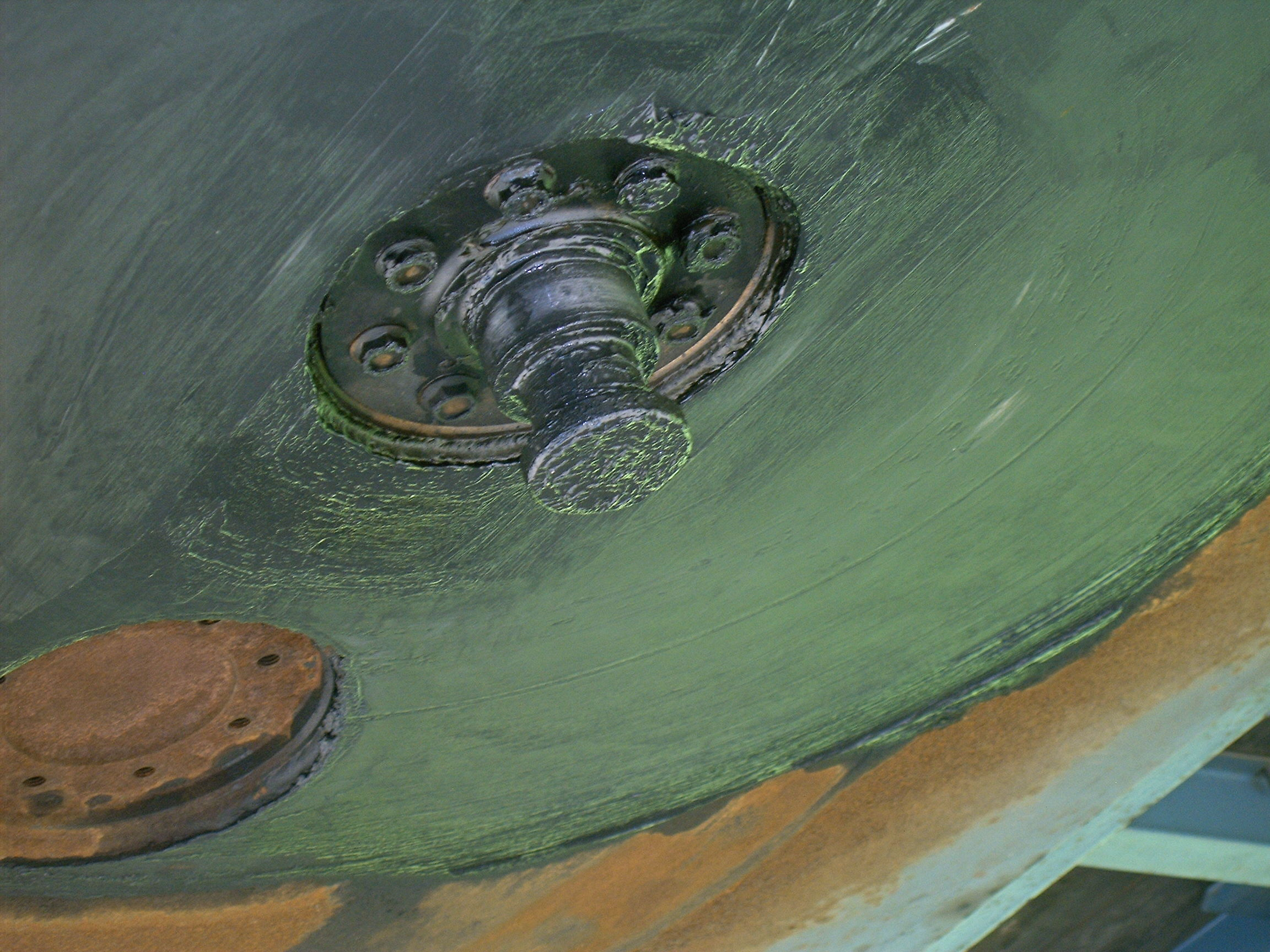
kingpin onder een oplegger

De kingpin is een onderdeel van de koppeling tussen een oplegger en een trekker.
Het betreft hier bij vrachtwagens de bevestigingspen die zich aan de onderkant van de oplegger bevindt. Bij het aankoppelen rijdt de chauffeur met zijn trekker met openstaande koppelschotel onder de oplegger, waarna de kingpin in de koppelschotel valt en deze automatisch wordt geborgd. Vervolgens koppelt de chauffeur de remleidingen en stroomkring aan van de oplegger op de trekker, en draait hij tot slot de steunpoten omhoog, waarna men ermee kan wegrijden na eerst een remproef te hebben gedaan. Ook wordt een kingpin gebruikt tussen het onderstel en de draaiende cabine op graafmachines en hijskranen.